# Hudaki Village Band
Die Hudaki Village Band ist eine ukrainische Folkloregruppe aus dem Dorf Nyschnje Selyschtsche. Das Repertoire basiert auf Volksliedern und Melodien aus Transkarpatien. Die Band war Siegerin des internationalen Folkfestivals „Plauener Folkherbst 2010“ in Plauen.

## Geschichte und Stil
Die Band wurde im Jahr 2001 vom österreichischen Klarinettisten und Entwicklungshelfer Jürgen Kräftner gegründet, der mit einer Ukrainerin verheiratet ist und seit 1997 in der Karpatenukraine lebt. Bereits im Alter von 18 Jahren musizierte Kräftner, studierte danach am Konservatorium und schloss sich schließlich der landwirtschaftlichen Kooperative Longo maï an. Er tritt in der Band unter dem Pseudonym Jurij Bukowynez auf. Die Hudaki Village Band ist bereits durch Österreich, Deutschland, Frankreich, Polen, Belgien, Rumänien, Ungarn, die Slowakei, die Niederlande und die Schweiz getourt. Sie haben bislang fünf Alben vorgelegt.
In ihrem Repertoire verarbeitet die Band die jahrhundertelange multikulturelle Koexistenz der Karpatenukraine. So treffen slawische Vokaltraditionen, rumänische Melodien auf jüdische Rhythmen und Roma-Musik.

## Name
Ursprünglich nannten sich Hudaky Musikgruppen aus dem alten Máramarosgebiet. Der Begriff kommt vom slowakischen bzw. tschechischen Wort Hudák und bedeutet Geiger. In der Ukraine wird er synonym für Musiker aus dem Lemkenland verwendet.

## Diskografie
- 2003: Hudaki
- 2005: Music from Gandala
- 2009: Hudaki Not People
- 2013: Vandrui!
- 2018: Yo!